# Eleanor Hardwick
Eleanor „El“ Hardwick (* 29. července 1993) je nebinární britská fotografka, režisérka, kurátorka, hudebnice a multidisciplinární umělkyně. Vystupuje pod přezdívkou Moonbow.

## Životopis
El, jejich sestra Rachel a Chrissie White spolupracovaly v roce 2016 na fotografické knize Nebeská těla, kterou vydaly sami. El poskytla rozhovory a vystupovala v takových publikacích jako The Independent, The Guardian a British Vogue a vystavovala v galeriích, jako je Victoria and Albert Museum, Southbank Centre nebo The Cob Gallery.